# Casa Senyorial de Nogale
La Casa Senyorial de Nogale (en letó: Nogales muižas pils) és una casa senyorial a la històrica regió de Curlàndia, al municipi de Talsi a l'oest de Letònia. Va ser construït al voltant de 1880 segons el projecte de l'arquitecte T. Seiler.